# كيف تحتفظ بمومياء
كيف تحتفظ بمومياء (باليابانية: ミイラの飼い方، بالروماجي: Miira no Kaikata) هي سلسلة مانغا يابانية من تأليف كاكيرو أوتسوغي، نشرت من قبل فوتاباشا في مجلة كوميكو [الإنجليزية]، منذ 2 نوفمبر عام 2014. أنتجت إلى مسلسل أنمي تلفزيوني من قبل استوديو 8-بت، عرض الأنمي في11 يناير عام 2018 واستمر عرضه حتى 29 مارس عام 2018، وتكون من 12 حلقة.

## القصة
تدور أحداث القصة عن سورا كاشيواغي هو طالب في المدرسة الثانوية، يتلقى في أحد الأيام طرد بريدي غامض كبير الحجم أرسله إليه والده المغامر، ويجد في داخله مومياء صغيرة تريد فقط أن تكون صديقته.

## الشخصيات
سورا كاشيواغي (باليابانية: 柏木 空، بالروماجي: Kashiwagi Sora)
أداء صوتي: موتسومي تامورا
تازوكي كاميا (باليابانية: 神谷 他月، بالروماجي: Kamiya Tazuki)
أداء صوتي: كيسوكي كوموتو
أسا موتيغي (باليابانية: 茂木 朝، بالروماجي: Motegi Asa)
أداء صوتي: هيميكا أكانيا
دايتشي تاتشياكي (باليابانية: 立秋 大地، بالروماجي: Tachiaki Daichi)
أداء صوتي: سييتشيرو ياماشيتا
كايدي كاشيواغي (باليابانية: 柏木 カエデ، بالروماجي: Kashiwagi Kaede)
أداء صوتي: آي كايانو
موكورين كاشيواغي (باليابانية: 柏木 モクレン، بالروماجي: Kashiwagi Mokuren)
أداء صوتي: تاكاشي ماتسوياما
تسوكيو كاميا (باليابانية: 神谷月夜، بالروماجي: Kamiya Tsukiyo)
أداء صوتي: ماسامي ناكاكوجي

## وصلات خارجية
- موقع الأنمي الرسمي باللغة اليابانية
- كيف تحتفظ بمومياء على موقع ANN manga (الإنجليزية)